# Montégut-Lauragais
Pour les articles homonymes, voir Montégut.
Montégut-Lauragais (Montagut de Lauragués en occitan) est une commune française située dans le nord-est du département de la Haute-Garonne et la région Occitanie.
Sur le plan historique et culturel, la commune est dans le Lauragais, l'ancien « Pays de Cocagne », lié à la fois à la culture du pastel et à l’abondance des productions, et de « grenier à blé du Languedoc ». Exposée à un climat océanique altéré, elle est drainée par le Laudot, le Peyrencou et par divers autres petits cours d'eau. La commune possède un patrimoine naturel remarquable composé d'une zone naturelle d'intérêt écologique, faunistique et floristique.
Montégut-Lauragais est une commune rurale qui compte 407 habitants en 2022. Elle fait partie de l'aire d'attraction de Revel. Ses habitants sont appelés les Montégutois ou  Montégutoises.

## Géographie

### Localisation
La commune de Montégut-Lauragais se trouve dans le département de la Haute-Garonne, en région Occitanie.
Elle se situe à 41 km à vol d'oiseau de Toulouse, préfecture du département, et à 7 km de Revel, bureau centralisateur du canton de Revel dont dépend la commune depuis 2015 pour les élections départementales.
La commune fait en outre partie du bassin de vie de Revel.
Les communes les plus proches sont : 
Nogaret (1,7 km), Roumens (1,7 km), Saint-Julia (2,4 km), Montgey (3,6 km), Saint-Félix-Lauragais (4,4 km), Puéchoursi (4,5 km), Garrevaques (4,8 km), Falga (5,1 km).
Sur le plan historique et culturel, Montégut-Lauragais fait partie du Lauragais, occupant une vaste zone, autour de l’axe central que constitue le canal du Midi, entre les agglomérations de Toulouse au nord-ouest et Carcassonne au sud-est et celles de Castres au nord-est et Pamiers au sud-ouest. C'est l'ancien « Pays de Cocagne », lié à la fois à la culture du pastel et à l’abondance des productions, et de « grenier à blé du Languedoc ».
Montégut-Lauragais est limitrophe de cinq autres communes.
Les communes limitrophes sont  Nogaret, Revel, Roumens, Saint-Félix-Lauragais et Saint-Julia.
|                       | Nogaret            |                       |
| Saint-Julia           | Montégut-Lauragais | Revel                 |
| Saint-Félix-Lauragais | Roumens            | Saint-Félix-Lauragais |

### Géologie et relief
La superficie de la commune de Montégut-Lauragais est de 772 hectares. Son altitude varie de 188  à   258 mètres.

### Hydrographie

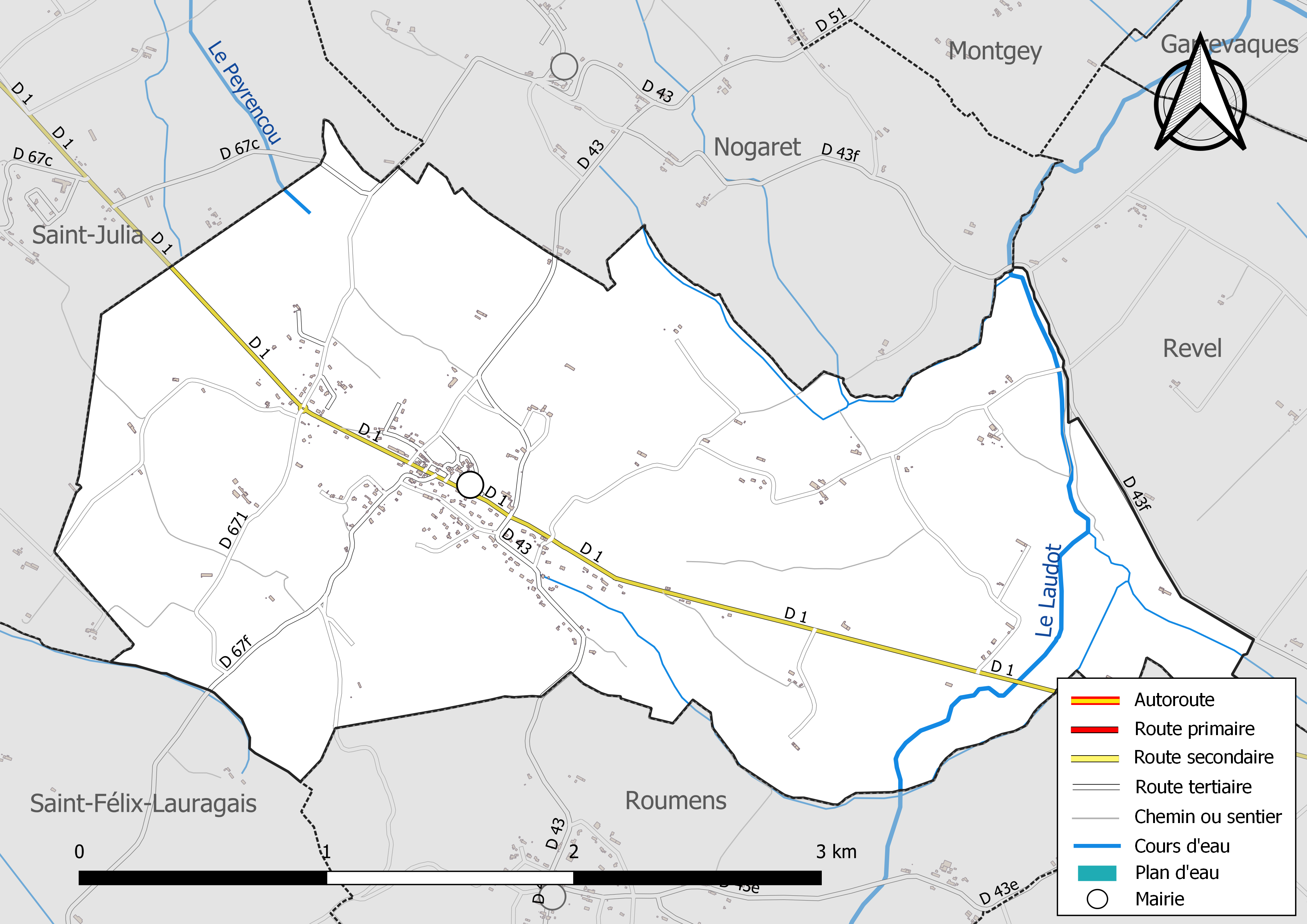
Réseaux hydrographique et routier de Montégut-Lauragais.

La commune est dans le bassin de la Garonne, au sein du bassin hydrographique Adour-Garonne. Elle est drainée par le Laudot, le Peyrencou et par divers petits cours d'eau, constituant un réseau hydrographique de 7 km de longueur totale,.
Le Laudot, d'une longueur totale de 22,9 km, prend sa source dans la commune des Les Cammazes (81) et s'écoule vers l'ouest puis se réoriente au nord. Il traverse la commune et se jette dans le Sor à Garrevaques (81), après avoir traversé 10 communes.
Le Peyrencou, d'une longueur totale de 15,1 km, prend sa source dans la commune et s'écoule du sud-est vers le nord-ouest. Il traverse la commune et se jette dans Le Girou à Villeneuve-lès-Lavaur (81), après avoir traversé 7 communes.

### Climat
Pour des articles plus généraux, voir Climat de l'Occitanie et Climat de la Haute-Garonne.
En 2010, le climat de la commune est de type climat du Bassin du Sud-Ouest, selon une étude s'appuyant sur une série de données couvrant la période 1971-2000. En 2020, Météo-France publie une typologie des climats de la France métropolitaine dans laquelle la commune est exposée à un climat océanique altéré et est dans la région climatique Aquitaine, Gascogne, caractérisée par une pluviométrie abondante au printemps, modérée en automne, un faible ensoleillement au printemps, un été chaud (19,5 °C), des vents faibles, des brouillards fréquents en automne et en hiver et des orages fréquents en été (15 à 20 jours).
Pour la période 1971-2000, la température annuelle moyenne est de 13,1 °C, avec une amplitude thermique annuelle de 15,8 °C. Le cumul annuel moyen de précipitations est de 771 mm, avec 9,6 jours de précipitations en janvier et 5,4 jours en juillet. Pour la période 1991-2020, la température moyenne annuelle observée sur la station météorologique la plus proche, située sur la commune de Saint-Félix-Lauragais à 4 km à vol d'oiseau, est de 13,5 °C et le cumul annuel moyen de précipitations est de 673,9 mm,. Pour l'avenir, les paramètres climatiques de la commune estimés pour 2050 selon différents scénarios d'émission de gaz à effet de serre sont consultables sur un site dédié publié par Météo-France en novembre 2022.

### Milieux naturels et biodiversité

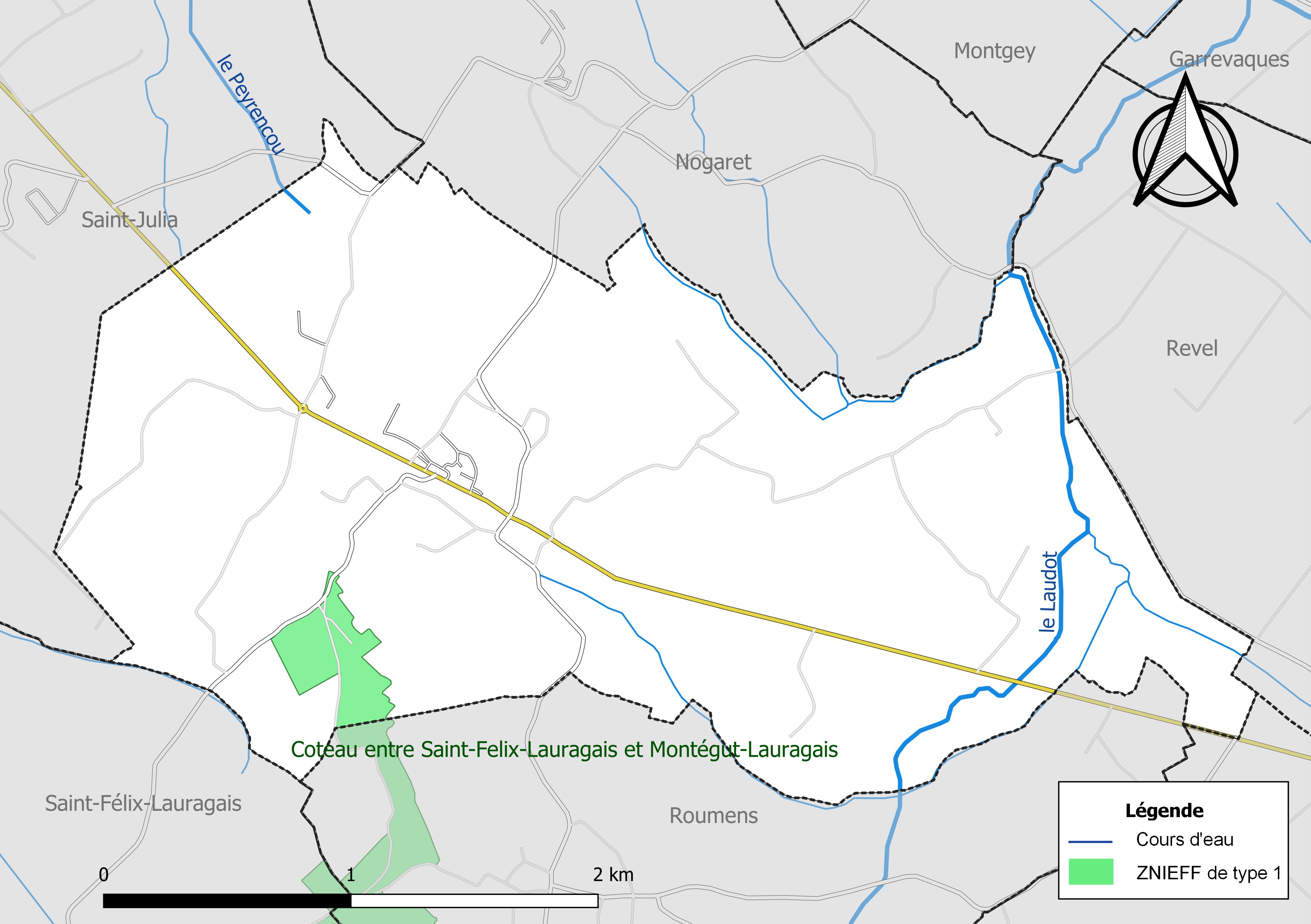
Carte de la ZNIEFF de type 1 localisée sur la commune.

L’inventaire des zones naturelles d'intérêt écologique, faunistique et floristique (ZNIEFF) a pour objectif de réaliser une couverture des zones les plus intéressantes sur le plan écologique, essentiellement dans la perspective d’améliorer la connaissance du patrimoine naturel national et de fournir aux différents décideurs un outil d’aide à la prise en compte de l’environnement dans l’aménagement du territoire.
Une ZNIEFF de type 1 est recensée sur la commune :
le « coteau entre Saint-Felix-Lauragais et Montégut-Lauragais » (114 ha), couvrant 3 communes du département.

## Urbanisme

### Typologie
Au 1er janvier 2024, Montégut-Lauragais est catégorisée commune rurale à habitat dispersé, selon la nouvelle grille communale de densité à sept niveaux définie par l'Insee en 2022.
Elle est située hors unité urbaine. Par ailleurs la commune fait partie de l'aire d'attraction de Revel, dont elle est une commune de la couronne,. Cette aire, qui regroupe 16 communes, est catégorisée dans les aires de moins de 50 000 habitants,.

### Occupation des sols
L'occupation des sols de la commune, telle qu'elle ressort de la base de données européenne d’occupation biophysique des sols Corine Land Cover (CLC), est marquée par l'importance des territoires agricoles (93,6 % en 2018), en diminution par rapport à 1990 (100 %). La répartition détaillée en 2018 est la suivante : 
terres arables (93,6 %), zones urbanisées (6,4 %). L'évolution de l’occupation des sols de la commune et de ses infrastructures peut être observée sur les différentes représentations cartographiques du territoire : la carte de Cassini (XVIIIe siècle), la carte d'état-major (1820-1866) et les cartes ou photos aériennes de l'IGN pour la période actuelle (1950 à aujourd'hui).

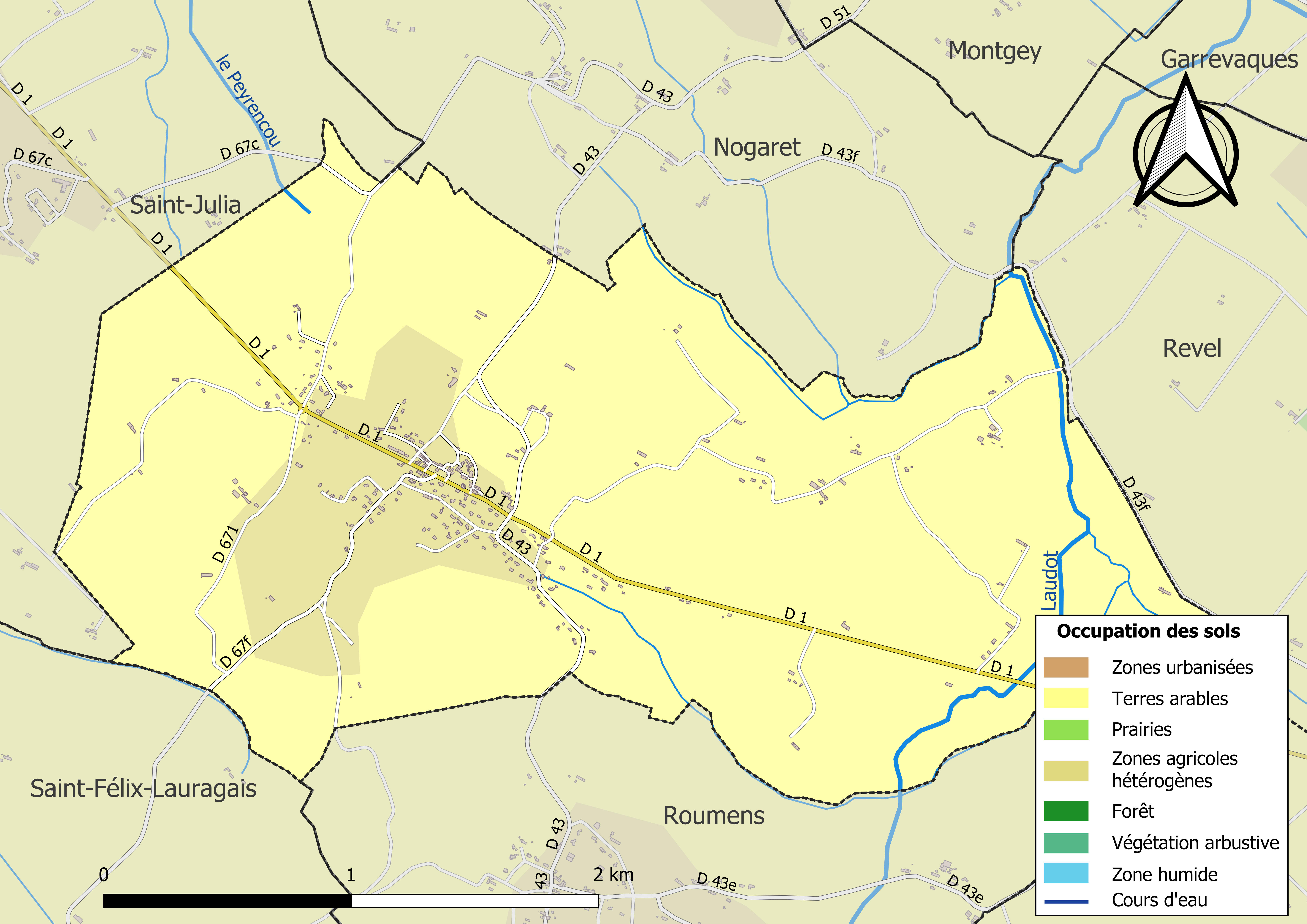
Carte des infrastructures et de l'occupation des sols de la commune en 2018 (CLC).

### Voies de communication et transports
Accès avec les lignes régulières de transport interurbain réseau Arc-en-ciel (anciennement SEMVAT).

### Risques majeurs
Le territoire de la commune de Montégut-Lauragais est vulnérable à différents aléas naturels : météorologiques (tempête, orage, neige, grand froid, canicule ou sécheresse), inondations et séisme (sismicité très faible). Un site publié par le BRGM permet d'évaluer simplement et rapidement les risques d'un bien localisé soit par son adresse soit par le numéro de sa parcelle.
Certaines parties du territoire communal sont susceptibles d’être affectées par le risque d’inondation par débordement de cours d'eau, notamment le Peyrencou. La commune a été reconnue en état de catastrophe naturelle au titre des dommages causés par les inondations et coulées de boue survenues en 1982, 1998, 1999 et 2009,.

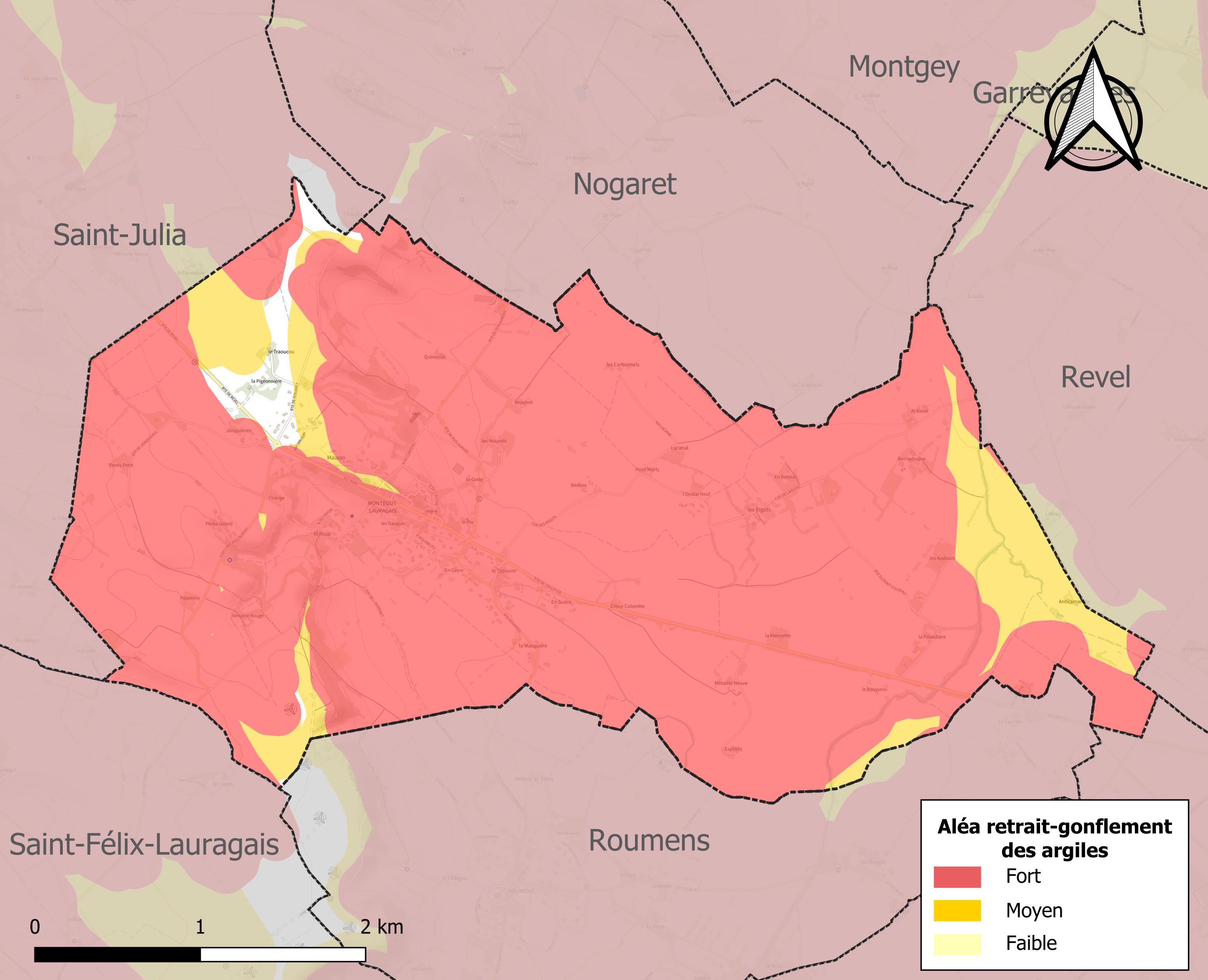
Carte des zones d'aléa retrait-gonflement des sols argileux de Montégut-Lauragais.

Le retrait-gonflement des sols argileux est susceptible d'engendrer des dommages importants aux bâtiments en cas d’alternance de périodes de sécheresse et de pluie. 98 % de la superficie communale est en aléa moyen ou fort (88,8 % au niveau départemental et 48,5 % au niveau national). Sur les 195 bâtiments dénombrés sur la commune en 2019, 183 sont en aléa moyen ou fort, soit 94 %, à comparer aux 98 % au niveau départemental et 54 % au niveau national. Une cartographie de l'exposition du territoire national au retrait gonflement des sols argileux est disponible sur le site du BRGM,.
Par ailleurs, afin de mieux appréhender le risque d’affaissement de terrain, l'inventaire national des cavités souterraines permet de localiser celles situées sur la commune.
Concernant les mouvements de terrains, la commune a été reconnue en état de catastrophe naturelle au titre des dommages causés par la sécheresse en 1998 et par des mouvements de terrain en 1999.

## Histoire
Le village était originellement situé face à son site actuel, sur la Lande, au lieu-dit les Mazières (date à chercher). Ce nom apparaissait d'ailleurs dans l'ancien nom du village, Montégut les Maziers, sur les cartes de Cassini. L'ancien site est marqué par une croix de bois, au bord de la D67f. Elle marque en fait l'emplacement de l'ancien cimetière (des ossements sont d'ailleurs visibles dans le talus qui lui fait face).
Le village a déménagé pour son site actuel, autour de l'ancien château (site occupé par l'actuelle école du village), probablement à cause des divers évènements qui ont jalonné l'histoire du Lauragais (guerre des Albigeois, etc.).
Le village était situé sur le tracé du Train noir qui reliait Revel à Toulouse, entre 1907 et 1947, et possédait une gare, encore visible en contrebas de la D 1. Il comptait à cette époque deux cafés et une épicerie. Fait rare, il comptait dans les années 1990 encore deux stations-service (dont un garage) pour 350 habitants, mais aujourd'hui fermées.

## Politique et administration

### Administration municipale
Le nombre d'habitants au recensement de 2011 étant compris entre 100 et 499, le nombre de membres du conseil municipal pour l'élection de 2014 est de onze,.

### Rattachements administratifs et électoraux
La commune fait partie de la dixième circonscription de la Haute-Garonne communauté de communes du Lauragais-Revel-Sorèzois et du canton de Revel (Montégut-Lauragais faisait partie de l'ex-canton de Saint Félix) et de la septième circonscription de la Haute-Garonne jusqu'en 2012.

### Liste des maires
| Période                                  | Période   | Identité                        | Étiquette | Qualité  |
| ---------------------------------------- | --------- | ------------------------------- | --------- | -------- |
| mars 1983                                | juin 2020 | Georges Arnaud                  | DVG       | Retraité |
| juin 2020                                | En cours  | Philippe Émile Vincent Barbaste |           |          |
| Les données manquantes sont à compléter. |           |                                 |           |          |

## Population et société

### Démographie
L'évolution du nombre d'habitants est connue à travers les recensements de la population effectués dans la commune depuis 1793. Pour les communes de moins de 10 000 habitants, une enquête de recensement portant sur toute la population est réalisée tous les cinq ans, les populations de référence des années intermédiaires étant quant à elles estimées par interpolation ou extrapolation. Pour la commune, le premier recensement exhaustif entrant dans le cadre du nouveau dispositif a été réalisé en 2008.

En 2022, la commune comptait 407 habitants, en évolution de −10,55 % par rapport à 2016 (Haute-Garonne : +8,02 %, France hors Mayotte : +2,11 %).
| 1793 | 1800 | 1806 | 1821 | 1831 | 1836 | 1841 | 1846 | 1851 |
| ---- | ---- | ---- | ---- | ---- | ---- | ---- | ---- | ---- |
| 350  | 364  | 414  | 458  | 500  | 443  | 455  | 450  | 471  |

| 1856 | 1861 | 1866 | 1872 | 1876 | 1881 | 1886 | 1891 | 1896 |
| ---- | ---- | ---- | ---- | ---- | ---- | ---- | ---- | ---- |
| 468  | 438  | 428  | 443  | 379  | 361  | 405  | 411  | 377  |

| 1901 | 1906 | 1911 | 1921 | 1926 | 1931 | 1936 | 1946 | 1954 |
| ---- | ---- | ---- | ---- | ---- | ---- | ---- | ---- | ---- |
| 334  | 309  | 325  | 293  | 265  | 275  | 284  | 281  | 282  |

| 1962 | 1968 | 1975 | 1982 | 1990 | 1999 | 2006 | 2008 | 2013 |
| ---- | ---- | ---- | ---- | ---- | ---- | ---- | ---- | ---- |
| 262  | 296  | 316  | 342  | 342  | 360  | 434  | 455  | 475  |

| 2018 | 2022 | - | - | - | - | - | - | - |
| ---- | ---- | - | - | - | - | - | - | - |
| 430  | 407  | - | - | - | - | - | - | - |

| selon la population municipale des années : | 1968 | 1975 | 1982 | 1990 | 1999 | 2006 | 2009 | 2013 |
| Rang de la commune dans le département      | 271  | 251  | 227  | 254  | 256  | 244  | 246  | 251  |
| Nombre de communes du département           | 592  | 582  | 586  | 588  | 588  | 588  | 589  | 589  |

La population a augmenté par vagues successives, dans les années 1980, puis depuis 2000. De nouveaux lotissements sortent de terre. Le dernier recensement remonte à 2006, la population s'élève donc à 441 habitants soit + 23 % par rapport à 1999.

### Enseignement
Montégut-Lauragais est située dans l'académie de Toulouse.
L'école est un RPI entre les communes de Montégut-Lauragais, Saint-Julia-de-Gras-Capou, Roumens, Le Cabanial et Nogaret.
Pour faire face au risque de fermeture de l'école communale, la municipalité s'est engagée dans les années 1980-1990 dans la voie du regroupement pédagogique intercommunal (RPI) avec les communes voisines de Saint-Julia-de-Gras-Capou, Roumens et Le Cabanial. Ce regroupement a permis de sauvegarder les écoles et de proposer des services comme un ramassage scolaire financé par le conseil général de la Haute-Garonne. Par la suite, la commune de Nogaret a rejoint le RPI.
Le succès de cette formule, dû en partie à l'accroissement de la population, a été tel que les municipalités du regroupement ont décidé d'un unique groupe scolaire intercommunal, pour remplacer les locaux actuels. Ce nouveau groupe scolaire, dit « des Cinq Clochers », est situé sur la commune de Saint-Julia-de-Gras-Capou. Il a ouvert à la rentrée de septembre 2013 avec un total de six classes (maternelles et primaires),.

### Culture et festivité
Fête locales en mi juin, foyer rural, belote, vide-greniers,

#### Film
Le village a accueilli une partie du tournage du film Le Petit Garçon.

### Activités sportives
Chasse, randonnée pédestre, pétanque,

### Écologie et recyclage
La collecte et le traitement des déchets des ménages et des déchets assimilés ainsi que la protection et la mise en valeur de l'environnement se font dans le cadre de la communauté de communes du Lauragais-Revel-Sorèzois.

## Économie

### Revenus
En 2018  (données Insee publiées en septembre 2021), la commune compte 176 ménages fiscaux, regroupant 444 personnes. La médiane du revenu disponible par unité de consommation est de 21 070 € (23 140 € dans le département).

### Emploi
|                | 2008  | 2013  | 2018  |
| -------------- | ----- | ----- | ----- |
| Commune        | 7,6 % | 7,4 % | 5,2 % |
| Département    | 7,7 % | 9,6 % | 9,3 % |
| France entière | 8,3 % | 10 %  | 10 %  |

En 2018, la population âgée de 15 à 64 ans s'élève à 271 personnes, parmi lesquelles on compte 78,2 % d'actifs (73,1 % ayant un emploi et 5,2 % de chômeurs) et 21,8 % d'inactifs,. Depuis 2008, le taux de chômage communal (au sens du recensement) des 15-64 ans est inférieur à celui de la France et du département.
La commune fait partie de la couronne de l'aire d'attraction de Revel, du fait qu'au moins 15 % des actifs travaillent dans le pôle,. Elle compte 29 emplois en 2018, contre 40 en 2013 et 36 en 2008. Le nombre d'actifs ayant un emploi résidant dans la commune est de 201, soit un indicateur de concentration d'emploi de 14,7 % et un taux d'activité parmi les 15 ans ou plus de 59,1 %.
Sur ces 201 actifs de 15 ans ou plus ayant un emploi, 24 travaillent dans la commune, soit 12 % des habitants. Pour se rendre au travail, 90,5 % des habitants utilisent un véhicule personnel ou de fonction à quatre roues, 1,5 % les transports en commun, 3,5 % s'y rendent en deux-roues, à vélo ou à pied et 4,5 % n'ont pas besoin de transport (travail au domicile).

### Activités hors agriculture

#### Secteurs d'activités
35 établissements sont implantés  à Montégut-Lauragais au 31 décembre 2019. Le tableau ci-dessous en détaille le nombre par secteur d'activité et compare les ratios avec ceux du département,.
| Secteur d'activité                                                                                        | Commune | Commune | Département |
| Secteur d'activité                                                                                        | Nombre  | %       | %           |
| --- | ------- | ------- | ----------- |
| Ensemble                                                                                                  | 35      |         |             |
| Industrie manufacturière, industries extractives et autres                                                | 7       | 20 %    | (5,7 %)     |
| Construction                                                                                              | 4       | 11,4 %  | (12 %)      |
| Commerce de gros et de détail, transports, hébergement et restauration                                    | 9       | 25,7 %  | (25,9 %)    |
| Information et communication                                                                              | 1       | 2,9 %   | (4,1 %)     |
| Activités immobilières                                                                                    | 1       | 2,9 %   | (4,2 %)     |
| Activités spécialisées, scientifiques et techniques et activités de services administratifs et de soutien | 7       | 20 %    | (19,8 %)    |
| Administration publique, enseignement, santé humaine et action sociale                                    | 2       | 5,7 %   | (16,6 %)    |
| Autres activités de services                                                                              | 4       | 11,4 %  | (7,9 %)     |

Le secteur du commerce de gros et de détail, des transports, de l'hébergement et de la restauration est prépondérant sur la commune puisqu'il représente 25,7 % du nombre total d'établissements de la commune (9 sur les 35 entreprises implantées  à Montégut-Lauragais), contre 25,9 % au niveau départemental.

#### Entreprises et commerces

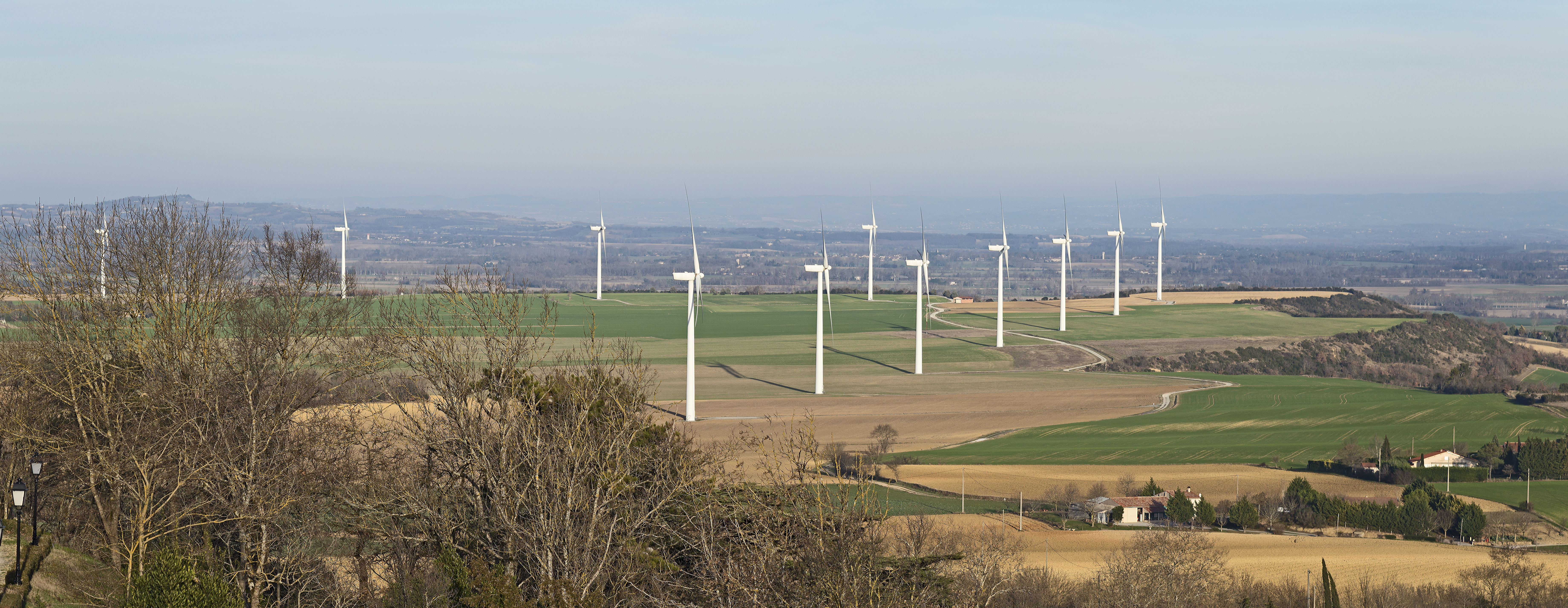
Parc éolien du Lauragais.

La commune de Montégut-Lauragais est essentiellement agricole céréales, élevage et tourisme.
Le parc éolien du Lauragais, composé de onze machines réparties sur trois communes – six éoliennes sur la commune de Saint-Félix-Lauragais, quatre sur Roumens et une sur Montégut-Lauragais – a été mis en service fin 2008. Il est exploité par la société Voltalia. Il a une puissance nominale totale installée de 18,37 MW. La production annuelle est estimée à 45 GW.h, et alimente en électricité, chauffage compris, via le poste source EDF de Revel, un peu plus de 10 000 foyers.

### Agriculture
La commune est dans le Lauragais, une petite région agricole occupant le nord-est du département de la Haute-Garonne, dont les coteaux portent des grandes cultures en sec avec une dominante blé dur et tournesol. En 2020, l'orientation technico-économique de l'agriculture  sur la commune est la culture de céréales et/ou d'oléoprotéagineuses.
|               | 1988 | 2000 | 2010 | 2020 |
| ------------- | ---- | ---- | ---- | ---- |
| Exploitations | 16   | 9    | 12   | 12   |
| SAU (ha)      | 513  | 654  | 718  | 855  |

Le nombre d'exploitations agricoles en activité et ayant leur siège dans la commune est passé de 16 lors du recensement agricole de 1988  à 9 en 2000 puis à 12 en 2010 et enfin à 12 en 2020, soit une baisse de 25 % en 32 ans. Le même mouvement est observé à l'échelle du département qui a perdu pendant cette période 57 % de ses exploitations,. La surface agricole utilisée sur la commune a quant à elle augmenté, passant de 513 ha en 1988 à 855 ha en 2020. Parallèlement la surface agricole utilisée moyenne par exploitation a augmenté, passant de 32 à 71 ha.

## Culture locale et patrimoine

### Lieux et monuments
- L'Église Saint-Martin, dont le clocher hexagonal est très visible de la plaine de Revel, de la fin du XIXe siècle.
- La Lande, crête du plateau qui offre un beau point de vue sur le village, ainsi que sur la plaine de Revel, et les villages environnants : Saint-Félix-Lauragais, Saint-Julia, Nogaret...
- La ferme éolienne, sur la Lande, mise en service à l'automne 2008. Ce site éolien est à cheval sur les communes de Saint-Félix-Lauragais, Roumens et Montégut-Lauragais. Sur les 11 éoliennes du site, une seule est sur la commune de Montégut-Lauragais, à quelques centaines de mètres du château d'eau semi-enterré de la Lande.
- L'Explorarôme.

### Personnalités liées à la commune
- Pierre Duèze, Seigneur de Montbrun, (1244-1326)
- Shaul Harel, (1937- ) Neuro-pédiatre à Tel-Aviv, ex-président de la Société Internationale de Neuro-Pédiatrie a été accueilli par les habitants et la Mairie et vécu au presbytère de Montégut-Lauragais avec sa famille lors de l'exode (mai-octobre 1940)[46]. Il portait alors le nom de Charlie Hilsberg[47]. Revenu à Bruxelles, il survécut à la guerre grâce au Comité de défense des Juifs, un mouvement de la Résistance et à Andrée Geulen en particulier.

### Héraldique
| Blason de Montégut-Lauragais | Blason  | De sable à une billette d'argent. DeviseSus la butto sion et demouraren |
| Blason de Montégut-Lauragais | Détails | Armes attribuées par Charles d'Hozier à la fin du XVIIe siècle.         |